# Elier Sánchez
Elier Sánchez (4 de outubro de 1986) é um jogador de beisebol cubano.

## Carreira
Elier Sánchez conquistou uma medalha de prata nos Jogos Olímpicos de 2008.